# Automatic Registering Machine Company
Automatic Registering Machine Company war ein US-amerikanischer Hersteller von Automobilen.

## Unternehmensgeschichte
Das Unternehmen hatte seinen Sitz in Jamestown im US-Bundesstaat New York. William Shillaber war Präsident, S. A. Van Derveer Sekretär und Schatzmeister, W. J. Lausterer Superintendent, H. A. Bubb Verkaufsleiter und M. L. Badhorn Einkaufsleiter. Es war das weltgrößte Unternehmen für Wahlgeräte. Eine zweite Quelle schränkt diese Aussage etwas ein und meint, es seien eigene Angaben gewesen. Außerdem entstanden im Jahre 1914 einige Automobile. Der Markenname lautete Dart.
Es ist nicht bekannt, wann das Unternehmen aufgelöst wurde. Am 31. August 1921 und am 8. November 1929 wurde noch über das Unternehmen berichtet.
Außer der Namensgleichheit gab es keine Verbindung zu der in Waterloo (Iowa) hergestellten Fahrzeugmarke Dart, unter der jahrzehntelang überwiegend Nutzfahrzeuge vertrieben wurden.

## Fahrzeuge
Das einzige Modell wird als Cyclecar bezeichnet. Allerdings erfüllte es die Kriterien für Cyclecars nicht. Der Zweizylindermotor hatte 88,9 mm Bohrung, 101,6 mm Hub, 1261 cm³ Hubraum und leistete 15 PS. Er war luftgekühlt. Er trieb über ein gewöhnliches Getriebe und eine Kette das linke Hinterrad an. Die offene Karosserie des Roadsters bot Platz für zwei Personen. Das Fahrzeug wurde für dreihundert Dollar angeboten und verkaufte sich schlecht.